# Cinegefajok listája
A cinegefajok négy családba tartoznak:
- Cinegefélék
- Függőcinege-félék
- Papagájcsőrűcinege-félék
- Panuridae (Barkóscinege-félék)

## Fajnevek listája
A fajok a magyar nevek betűrendes sorrendjét követik, de sorba rendezhetők a tudományos nevek szerint, illetve a rendszertani család és taxonómiai sorrend szerint is (számmal jelölve). A fajok taxonómiai sorrend szerinti pontos listáját lásd a megfelelő család szócikkében!
| Magyar név                   | Tudományos név                 | Taxonómiai sorrend          |
| ---------------------------- | ------------------------------ | --------------------------- |
| Akáciacinege                 | Parus cinerascens              | Cinegefélék 41              |
| Aranycinege                  | Auriparus flaviceps            | Függőcinege-félék 13        |
| Aranyhomlokú függőcinege     | Anthoscopus flavifrons         | Függőcinege-félék 07        |
| Barátcinege                  | Poecile palustris              | Cinegefélék 02              |
| Barkóscinege                 | Panurus biarmicus              | Panuridae                   |
| Barnakontyos cinege          | Lophophanes dichrous           | Cinegefélék 22              |
| Borókacinege                 | Baeolophus ridgwayi            | Cinegefélék 25              |
| Búbos cinege                 | Lophophanes cristatus          | Cinegefélék 21              |
| Carp-cinege                  | Parus carpi                    | Cinegefélék 31              |
| Dávid-cinege                 | Poecile davidi                 | Cinegefélék 09              |
| Egyszínű cinege              | Parus funereus                 | Cinegefélék 34              |
| Ékszercinege                 | Periparus venustulus           | Cinegefélék 18              |
| Fahéjszín-hasú cinege        | Parus pallidiventris           | Cinegefélék 36              |
| Fehérfejű függőcinege        | Remiz coronatus                | Függőcinege-félék 02        |
| Fehérhasú cinege             | Parus albiventris              | Cinegefélék 32              |
| Fehérhátú cinege             | Parus leuconotus               | Cinegefélék 33              |
| Fehérhomlokú cinege          | Parus semilarvatus             | Cinegefélék 50              |
| Fehérhomlokú függőcinege     | Anthoscopus caroli             | Függőcinege-félék 08        |
| Fehérszárnyú cinege          | Parus leucomelas               | Cinegefélék 29              |
| Fehértarkójú cinege          | Parus nuchalis                 | Cinegefélék 46              |
| Fehérvállú cinege            | Parus guineensis               | Cinegefélék 28              |
| Feketebúbos cinege           | Baeolophus atricristatus       | Cinegefélék 27              |
| Feketefejű függőcinege       | Remiz macronyx                 | Függőcinege-félék           |
| Feketekontyos cinege         | Periparus melanolophus         | Cinegefélék 16              |
| Feketemellű cinege           | Parus fasciiventer             | Cinegefélék 38              |
| Feketetorkú cinege           | Poecile hypermelaenus          | Cinegefélék                 |
| Fenyvescinege                | Periparus ater                 | Cinegefélék 17              |
| Fokföldi cinege              | Parus afer                     | Cinegefélék 42              |
| Fokföldi függőcinege         | Anthoscopus minutus            | Függőcinege-félék 10        |
| Függőcinege                  | Remiz pendulinus               | Függőcinege-félék 01        |
| Füstös cinege                | Poecile lugubris               | Cinegefélék 01              |
| Gambel-cinege                | Poecile gambeli                | Cinegefélék 06              |
| Hegyi széncinege             | Parus monticolus               | Cinegefélék 45              |
| Hudson-cinege                | Poecile hudsonicus             | Cinegefélék 11              |
| Indiáncinege                 | Baeolophus bicolor             | Cinegefélék 26              |
| Japán széncinege             | Parus minor                    | Cinegefélék                 |
| Jávai széncinege             | Parus cinereus                 | Cinegefélék                 |
| Kanadai cinege               | Poecile atricapillus           | Cinegefélék 05              |
| Kantáros cinege              | Baeolophus wollweberi          | Cinegefélék 23              |
| Kapucinuscinege              | Periparus amabilis             | Cinegefélék 20              |
| Karolinai cinege             | Poecile carolinensis           | Cinegefélék 04              |
| Kék cinege                   | Cyanistes caeruleus            | Cinegefélék 52              |
| Kínai függőcinege            | Remiz consobrinus              | Függőcinege-félék 03        |
| Királycinege                 | Parus spilonotus               | Cinegefélék 48              |
| Kormosfejű cinege            | Poecile montanus               | Cinegefélék 03              |
| Koronás cinege               | Parus xanthogenys              | Cinegefélék 47              |
| Lappföldi cinege             | Poecile cinctus                | Cinegefélék 10              |
| Lazúrcinege                  | Cyanistes cyanus               | Cinegefélék 53              |
| Lombcinege                   | Sylviparus modestus            | Cinegefélék 55              |
| Oregoni cinege               | Baeolophus inornatus           | Cinegefélék 24              |
| Párduccinege                 | Periparus elegans              | Cinegefélék 19              |
| Rozsdáshasú cinege           | Parus rufiventris              | Cinegefélék 35              |
| Rozsdáshasú függőcinege      | Anthoscopus sylviella          | Függőcinege-félék 09        |
| Rozsdástorkú cinege          | Parus fringillinus             | Cinegefélék 37              |
| Szecsuáni cinege             | Poecile weigoldicus            | Cinegefélék                 |
| Széncinege                   | Parus major                    | Cinegefélék 43              |
| Szenegáli függőcinege        | Anthoscopus parvulus           | Függőcinege-félék 05        |
| Szerecsencinege              | Parus niger                    | Cinegefélék 30              |
| Szomáliai cinege             | Parus thruppi                  | Cinegefélék 39              |
| Szudáni függőcinege          | Anthoscopus punctifrons        | Függőcinege-félék 04        |
| Szultáncinege                | Melanochlora sultanea          | Cinegefélék 56              |
| Szürkedolmányos függőcinege  | Anthoscopus musculus           | Függőcinege-félék 06        |
| Szürkehasú cinege            | Parus griseiventris            | Cinegefélék 40              |
| Szürkevállú cinege           | Poecile sclateri               | Cinegefélék 07              |
| Tajvani cinege               | Parus holsti                   | Cinegefélék 49              |
| Tarka cinege                 | Poecile varius                 | Cinegefélék 13              |
| Tenerifei kékcinege          | Cyanistes teneriffae           | Cinegefélék                 |
| Tibeti cinege                | Poecile superciliosus          | Cinegefélék 08              |
| Törpe pusztaiszajkó          | Pseudopodoces humilis          | Cinegefélék 51              |
| Turkesztáni cinege           | Parus bokharensis              | Cinegefélék 44              |
| Vöröshátú cinege             | Poecile rufescens              | Cinegefélék 12              |
| Vörösmellű cinege            | Periparus rubidiventris        | Cinegefélék 15              |
| Vöröstorkú cinege            | Periparus rufonuchalis         | Cinegefélék 14              |
|                              | Cyanistes flavipectus          | Cinegefélék 54              |
| Tüzesfejű cinege             | Cephalopyrus flammiceps        | Függőcinege-félék 11        |
| Lombjáró függőcinege         | Pholidornis rushiae            | Függőcinege-félék 12        |
| –                            | Conostoma oemodium             | Papagájcsőrűcinege-félék 01 |
| –                            | Cholornis paradoxus            | Papagájcsőrűcinege-félék 02 |
| –                            | Cholornis unicolor             | Papagájcsőrűcinege-félék 03 |
| –                            | Psittiparus gularis            | Papagájcsőrűcinege-félék 04 |
| –                            | Psittiparus margaritae         | Papagájcsőrűcinege-félék    |
| –                            | Psittiparus ruficeps           | Papagájcsőrűcinege-félék 18 |
| –                            | Psittiparus bakeri             | Papagájcsőrűcinege-félék    |
| Dzsungel-papagájcsőrű cinege | Paradoxornis flavirostris      | Papagájcsőrűcinege-félék 05 |
| –                            | Paradoxornis guttaticollis     | Papagájcsőrűcinege-félék 06 |
| –                            | Paradoxornis conspicillatus    | Papagájcsőrűcinege-félék 07 |
| –                            | Paradoxornis webbianus         | Papagájcsőrűcinege-félék 08 |
| –                            | Paradoxornis brunneus          | Papagájcsőrűcinege-félék 09 |
| –                            | Paradoxornis alphonsianus      | Papagájcsőrűcinege-félék 10 |
| –                            | Paradoxornis zappeyi           | Papagájcsőrűcinege-félék 11 |
| –                            | Paradoxornis przewalskii       | Papagájcsőrűcinege-félék 12 |
| –                            | Paradoxornis fulvifrons        | Papagájcsőrűcinege-félék 13 |
| –                            | Paradoxornis nipalensis        | Papagájcsőrűcinege-félék 14 |
| –                            | Paradoxornis verreauxi         | Papagájcsőrűcinege-félék 15 |
| –                            | Paradoxornis davidianus        | Papagájcsőrűcinege-félék 16 |
| –                            | Paradoxornis atrosuperciliaris | Papagájcsőrűcinege-félék 17 |
| Nádi papagájcinege           | Paradoxornis heudei            | Papagájcsőrűcinege-félék 19 |

Alternatív nevek listája:
| - Cyanistes semilarvatus - lásd: Fehérhomlokú cinege (Parus semilarvatus) - Cyanistes varius - lásd: Tarka cinege (Poecile varius) - Parus amabilis - lásd: Kapucinuscinege (Periparus amabilis) - Parus ater - lásd: Fenyvescinege (Periparus ater) - Parus atricapillus - lásd: Kanadai cinege (Poecile atricapillus) - Parus atricristatus - lásd: Baeolophus atricristatus - Parus bicolor - lásd: Indiáncinege (Baeolophus bicolor) - Parus carolinensis - lásd: Karolinai cinege (Poecile carolinensis) - Parus caeruleus - lásd: Kék cinege (Cyanistes caeruleus) - Parus cinctus - lásd: Lappföldi cinege (Poecile cincta) - Parus cristatus - lásd: Búbos cinege (Lophophanes cristatus) - Parus cyanus - lásd: Lazúrcinege (Cyanistes cyanus) - Parus davidi - lásd: Dávid-cinege (Poecile davidi) - Parus dichrous - lásd: Barnakontyos cinege (Lophophanes dichrous) - Parus elegans - lásd: Párduccinege (Periparus elegans) - Parus flavipectus - lásd: Cyanistes flavipectus | - Parus gambeli - lásd: Gambel-cinege (Poecile gambeli) - Parus hudsonicus - lásd: Hudson-cinege (Poecile hudsonicus) - Parus inornatus - lásd: Baeolophus inornatus - Parus lugubris - lásd: Füstös cinege (Poecile lugubris) - Parus melanolophus - lásd: Feketekontyos cinege (Periparus melanolophus) - Parus montanus - lásd: Kormosfejű cinege (Poecile montanus) - Parus palustris - lásd: Barátcinege (Poecile palustris) - Parus ridgwayi - lásd: Baeolophus ridgwayi - Parus rubidiventris - lásd: Vörösmellű cinege (Periparus rubidiventris) - Parus rufescens - lásd: Vöröshátú cinege (Poecile rufescens) - Parus rufonuchalis - lásd: Vöröstorkú cinege (Periparus rufonuchalis) - Parus sclaterii - lásd: Szürkevállú cinege (Poecile sclateri) - Parus superciliosus - lásd: Tibeti cinege (Poecile superciliosa) - Parus varius - lásd: Tarka cinege (Poecile varius) - Parus venustulus - lásd: Ékszercinege (Periparus venustulus) - Parus wollweberi - lásd: Kantáros cinege (Baeolophus wollweberi) |

## Fotógaléria

### Cinegefélék
Poecile

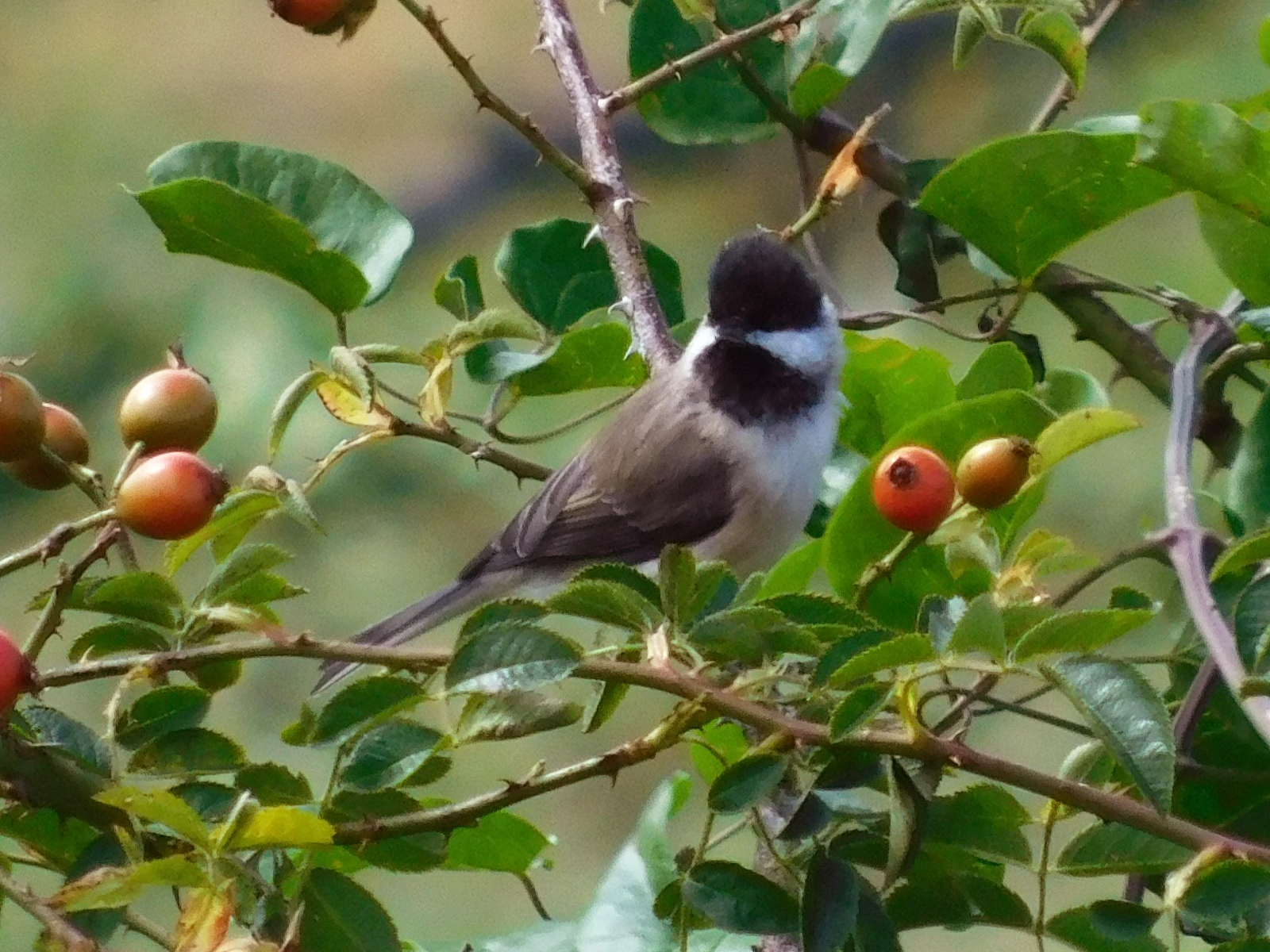
Füstös cinege (Poecile lugubris)
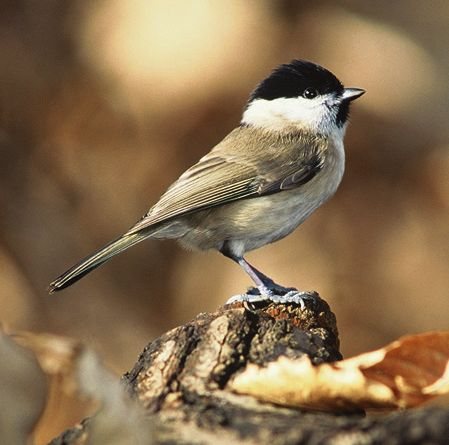
Barátcinege (Parus palustris)
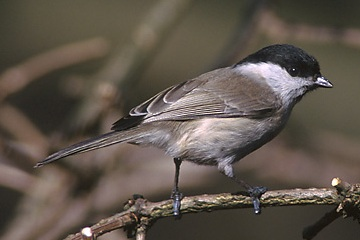
Kormosfejű cinege (Parus montanus)
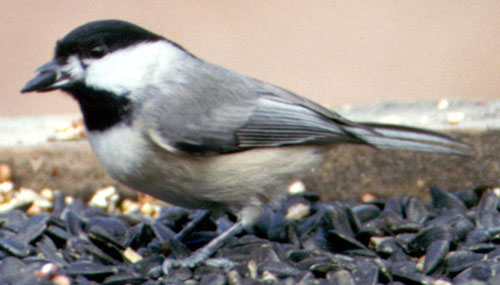
Karolinai cinege (Poecile carolinensis)
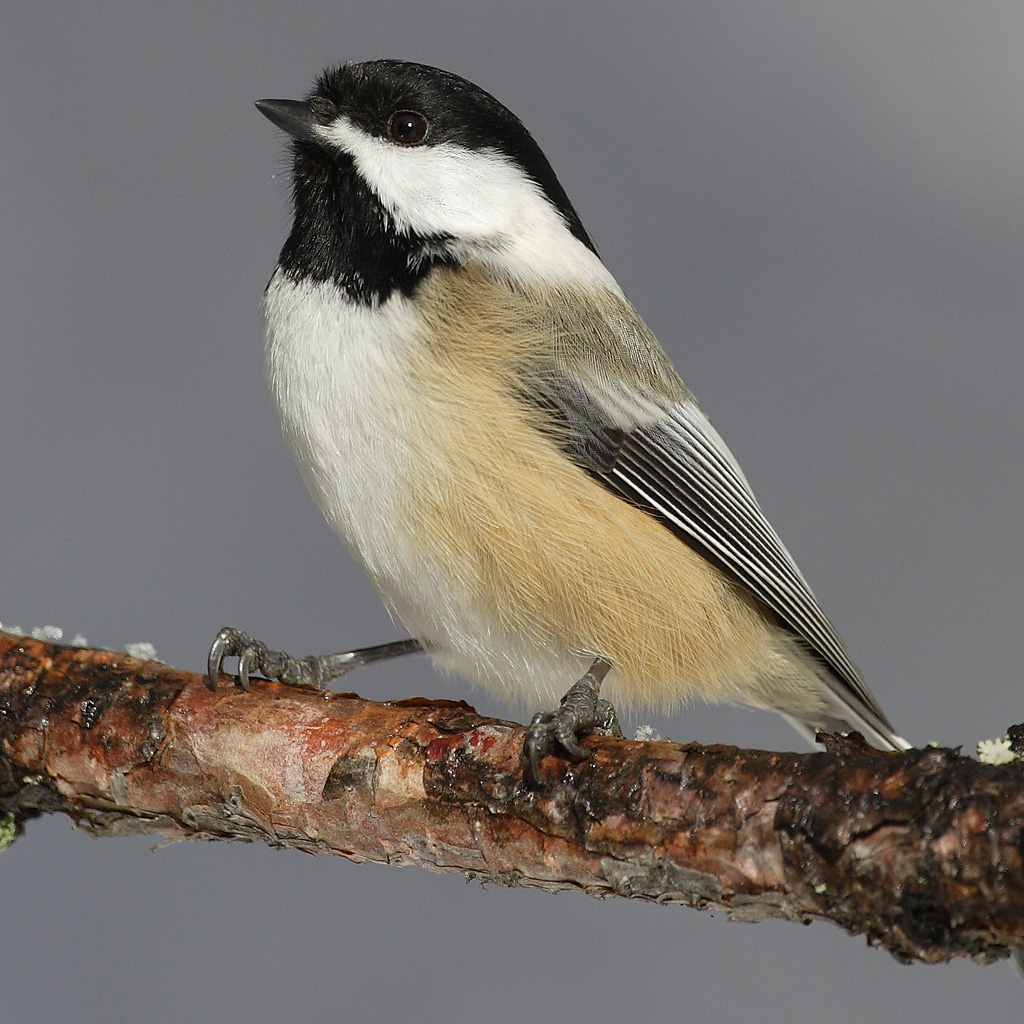
Kanadai cinege (Parus atricapillus)
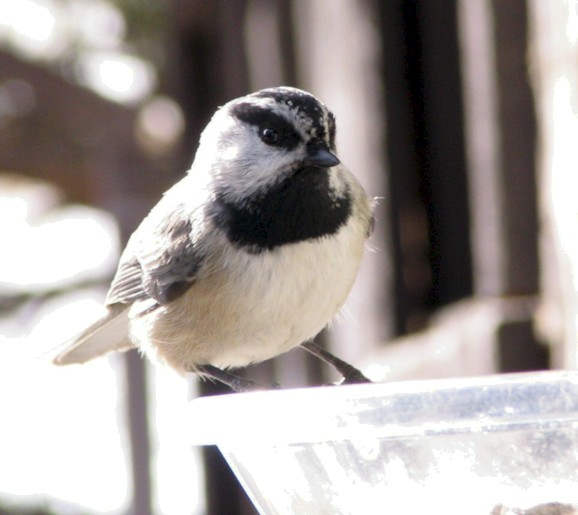
Poecile gambeli
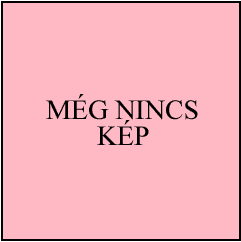
P. superciliosus, P. davidi
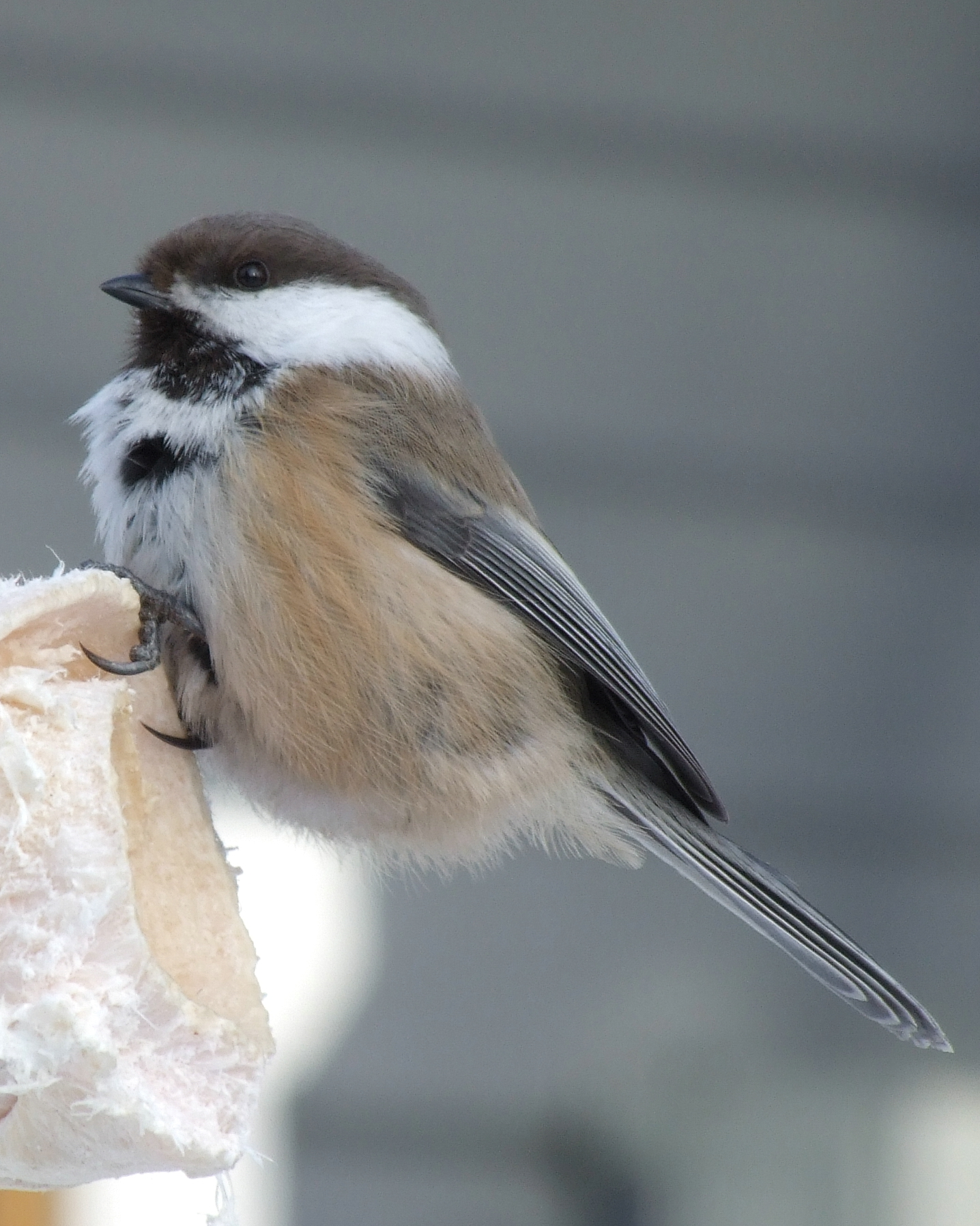
Lappföldi cinege (Poecile cinctus)
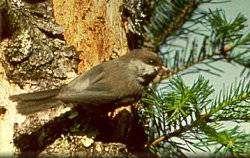
Hudson-cinege (Poecile hudsonicus)
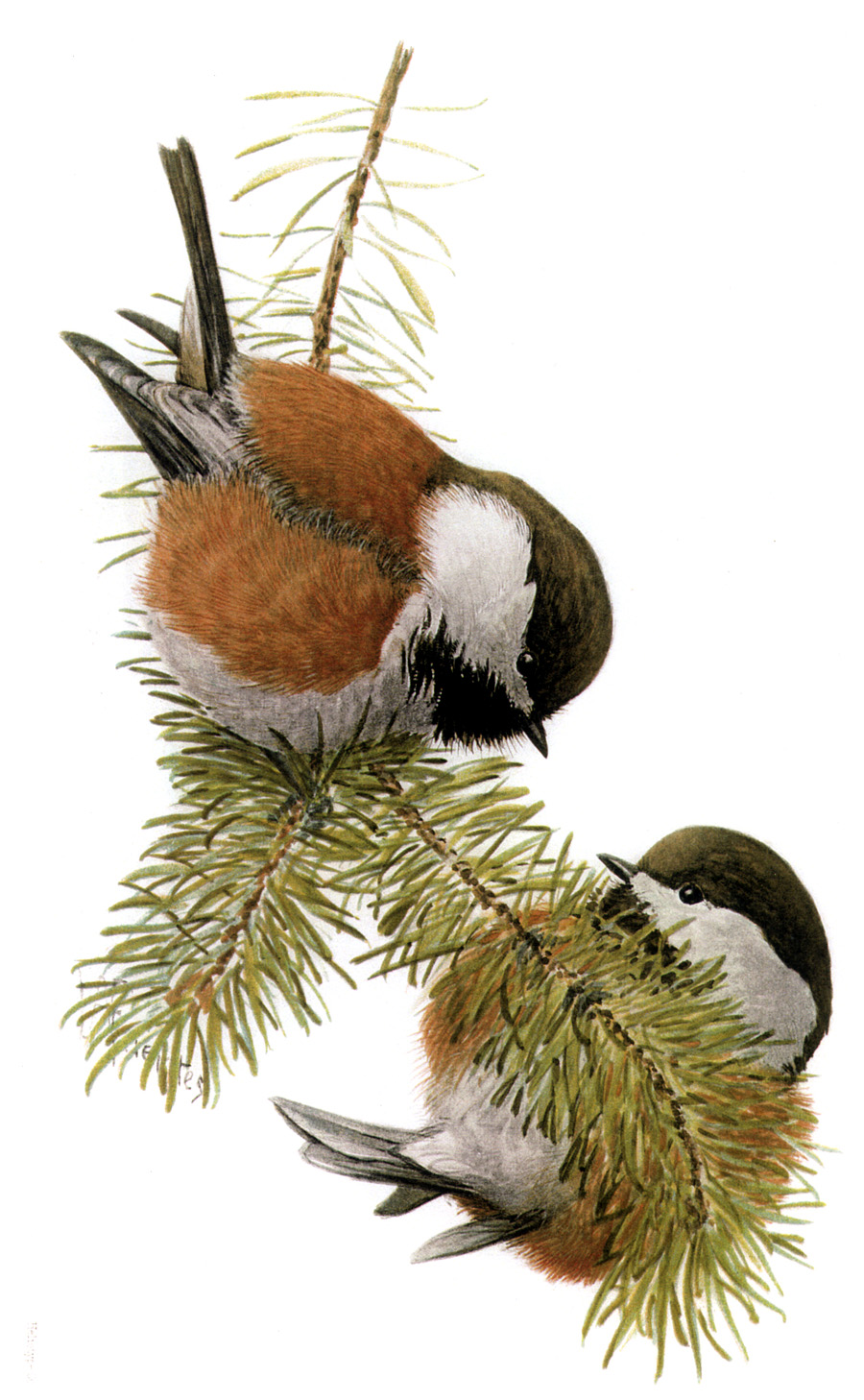
Vöröshátú cinege (Poecile rufescens)
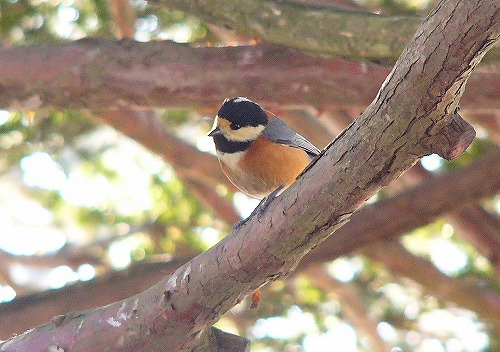
Tarka cinege (Poecile varius)

Periparus

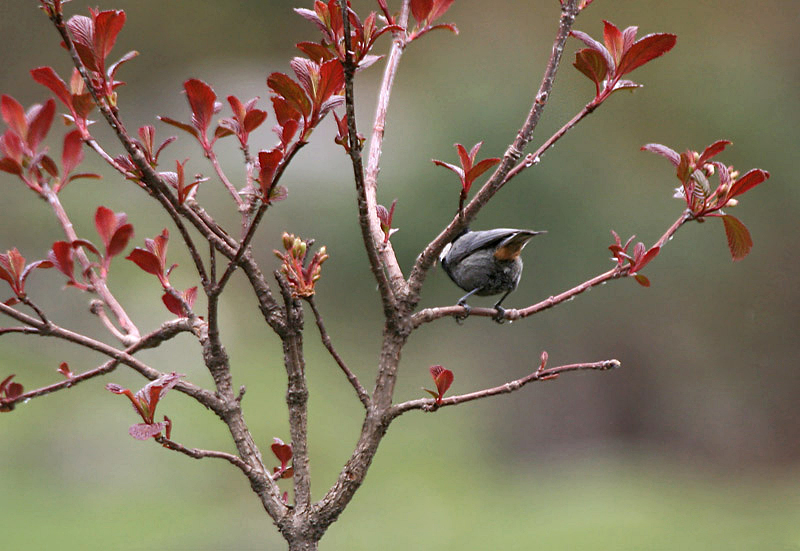
Vöröstorkú cinege (Periparus rufonuchalis)
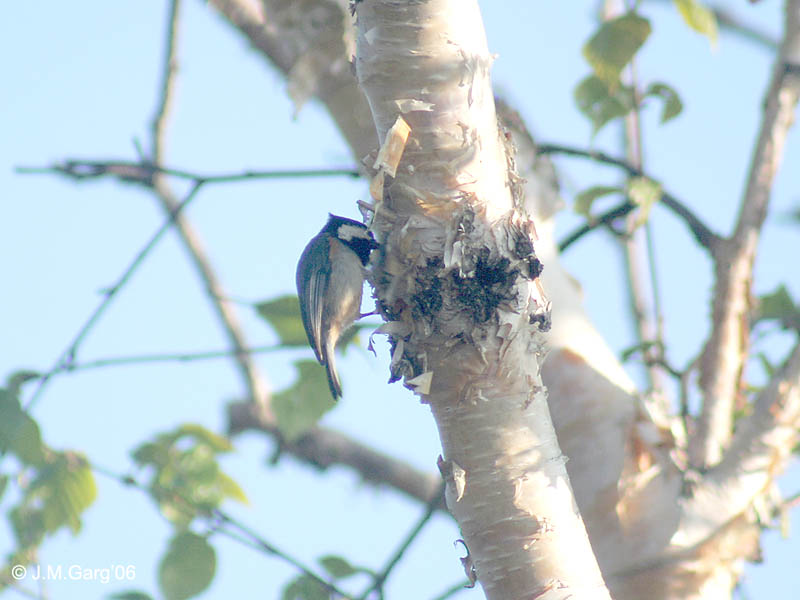
Vörösmellű cinege (Periparus rubidiventris)
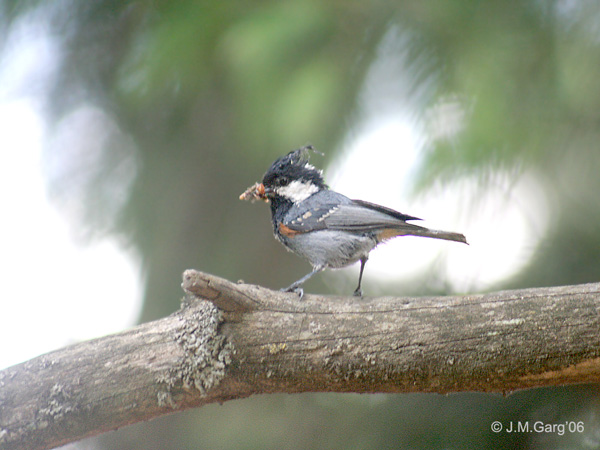
Feketekontyos cinege (Periparus melanolophus)
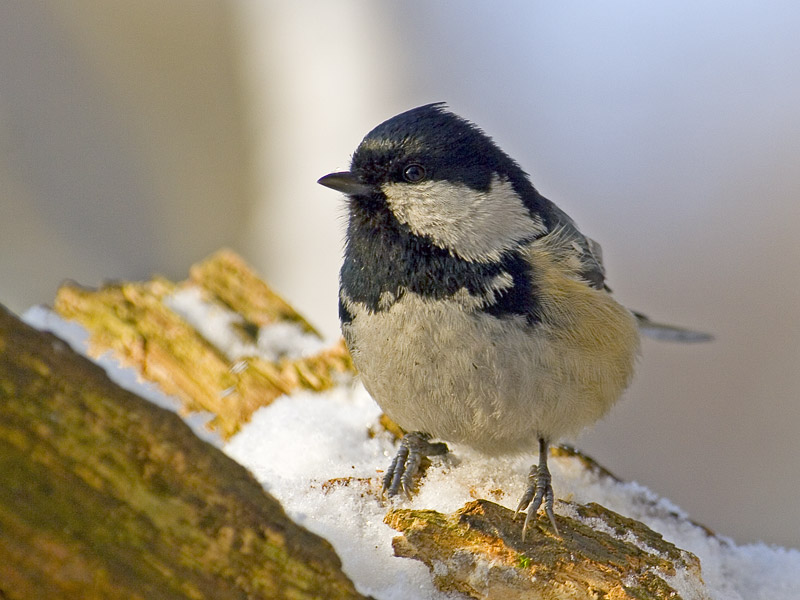
Fenyvescinege (Periparus ater)
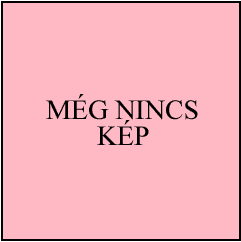
P. venustulus, P. elegans, P. amabilis

Lophophanes

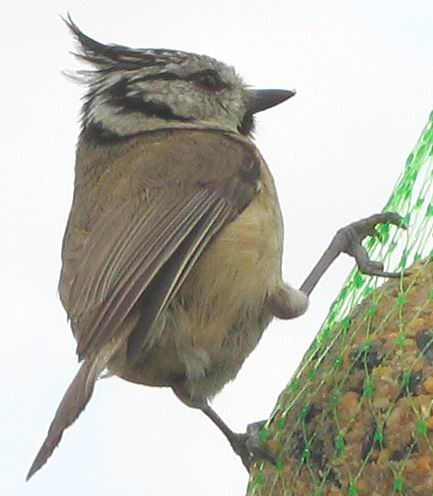
Búbos cinege (Lophophanes cristatus)
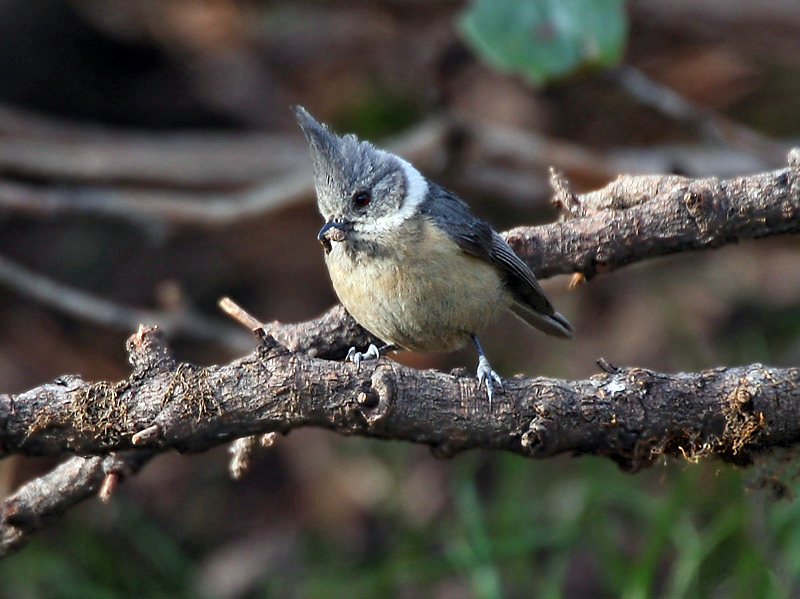
Barnakontyos cinege (Lophophanes dichrous)

Baeolophus

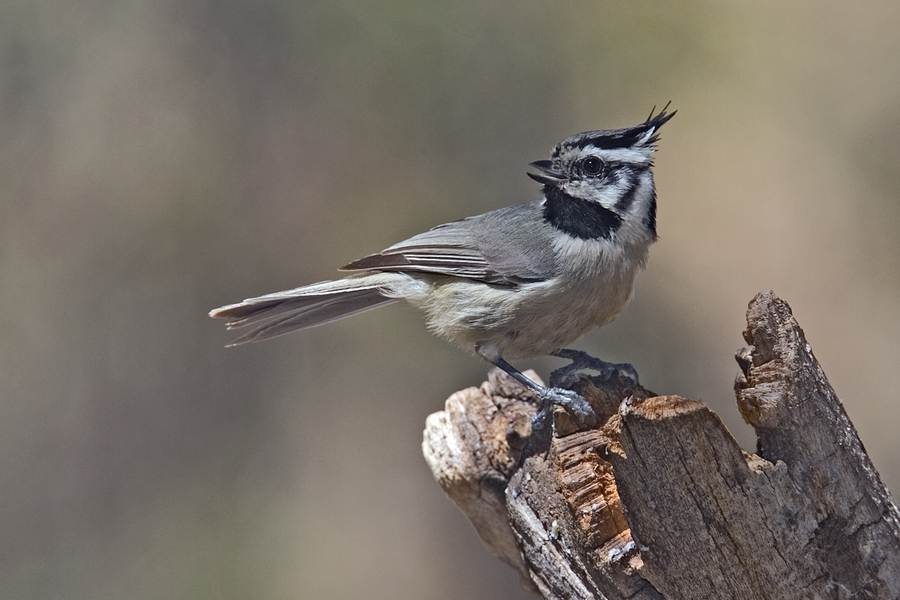
Kantáros cinege (Baeolophus wollweberi)
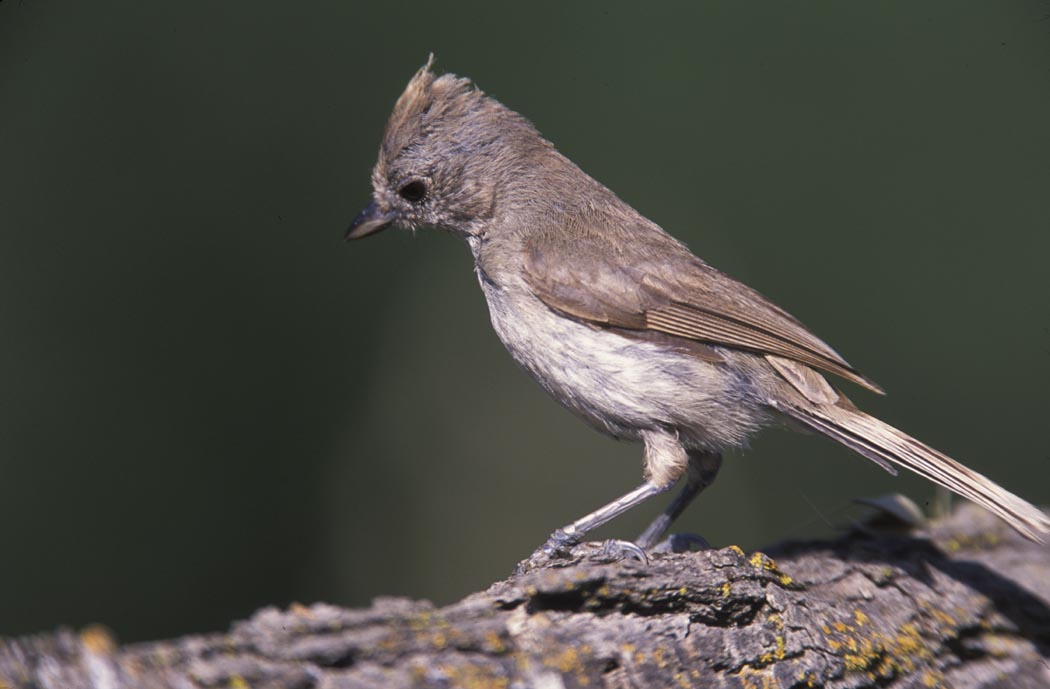
Baeolophus inornatus
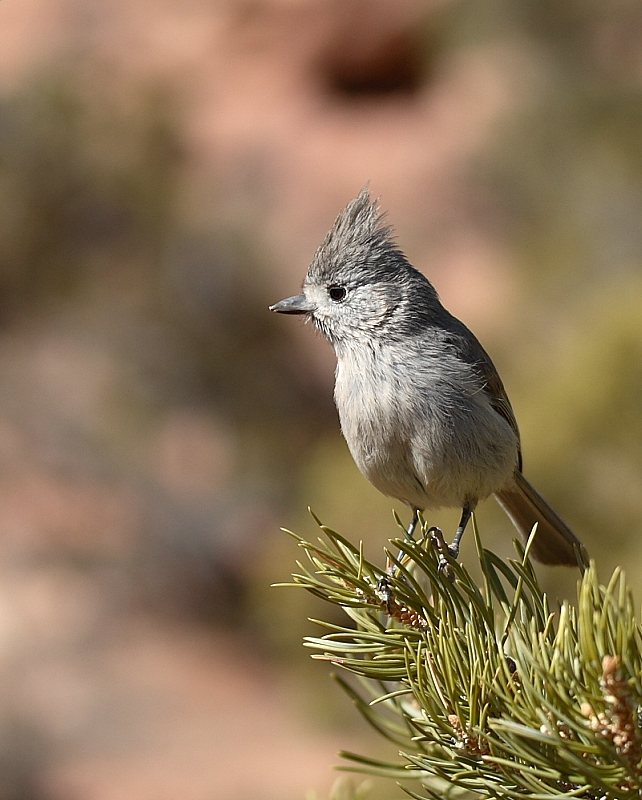
Baeolophus ridgwayi
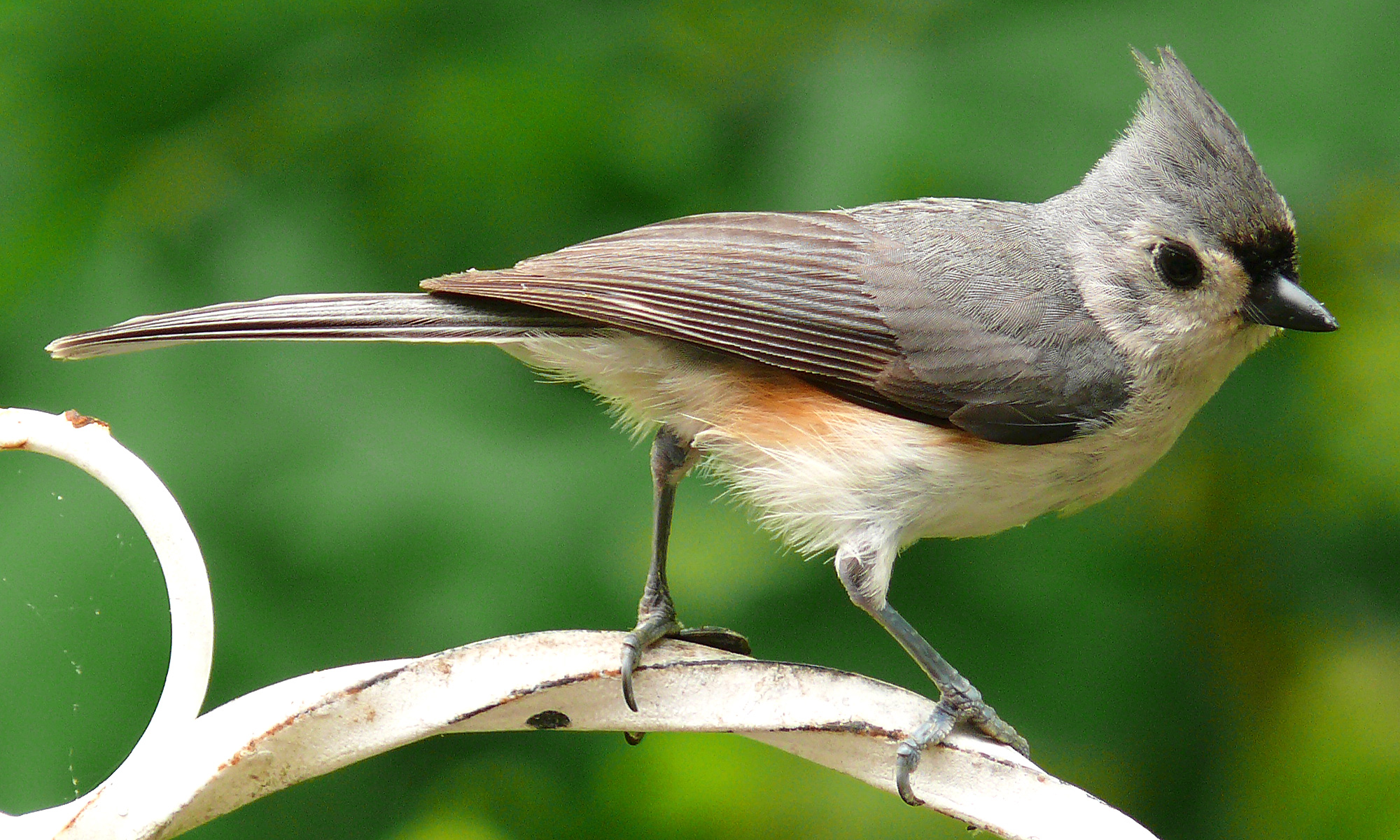
Indiáncinege (Baeolophus bicolor)

Parus

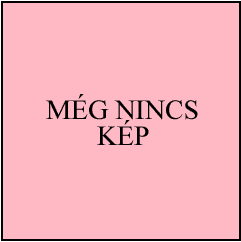
P. guineensis – P. afer
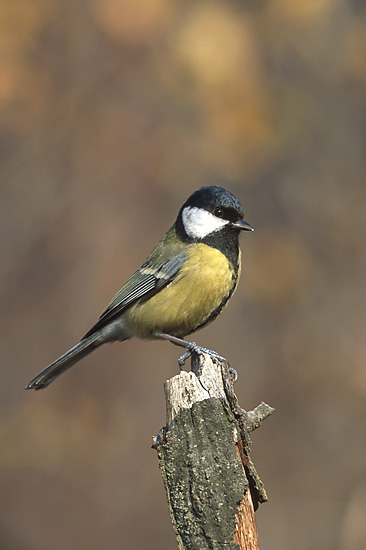
Széncinege (Parus major)
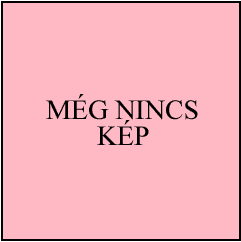
P. bokharensis
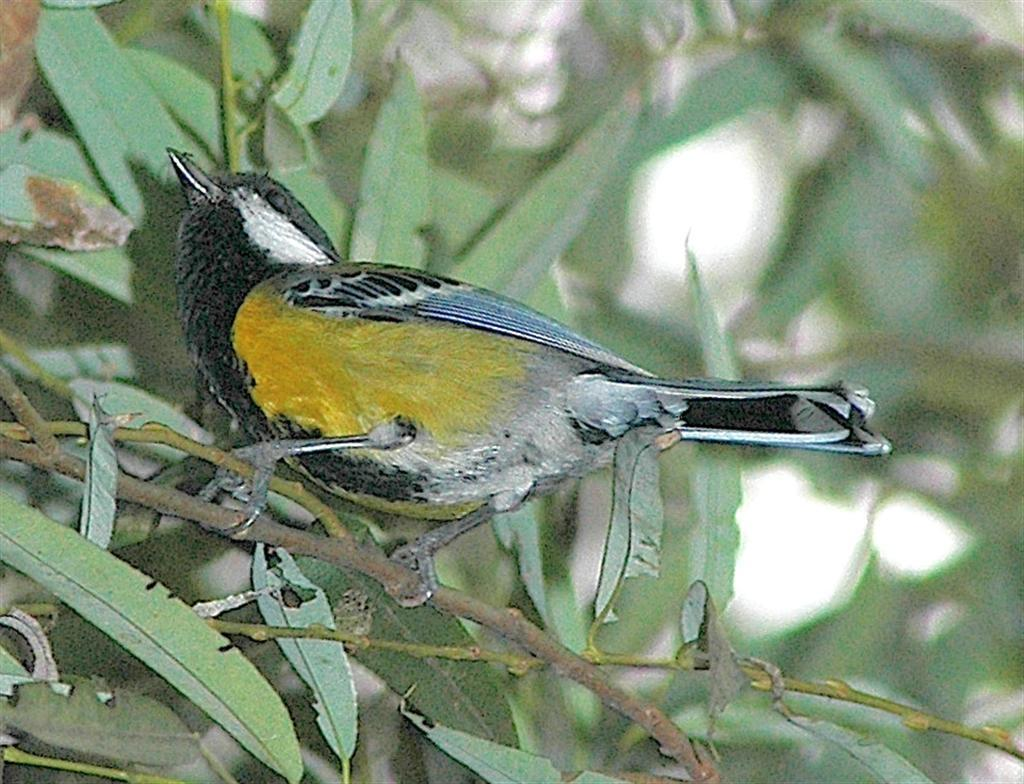
Hegyi széncinege (Parus monticolus)
Parus nuchalis
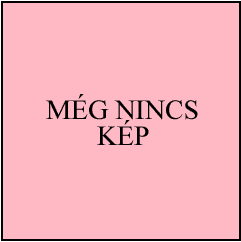
P. xanthogenys, P. spilonotus
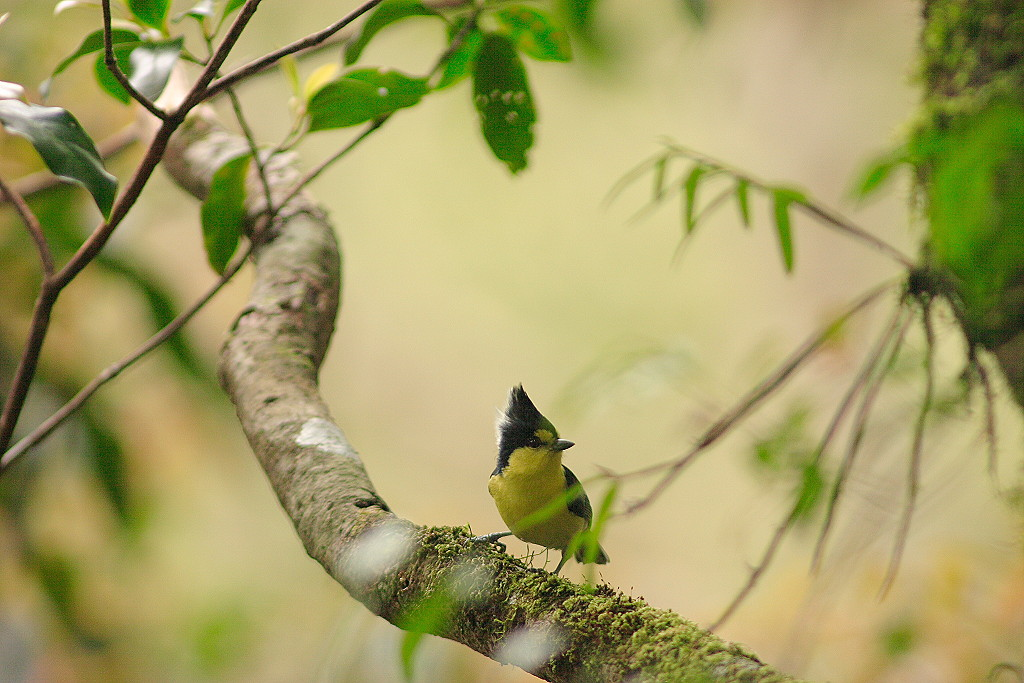
Tajvani cinege (Parus holsti)
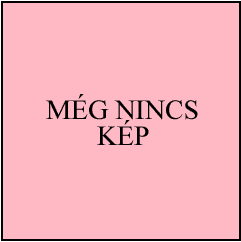
P. semilarvatus

Cyanistes

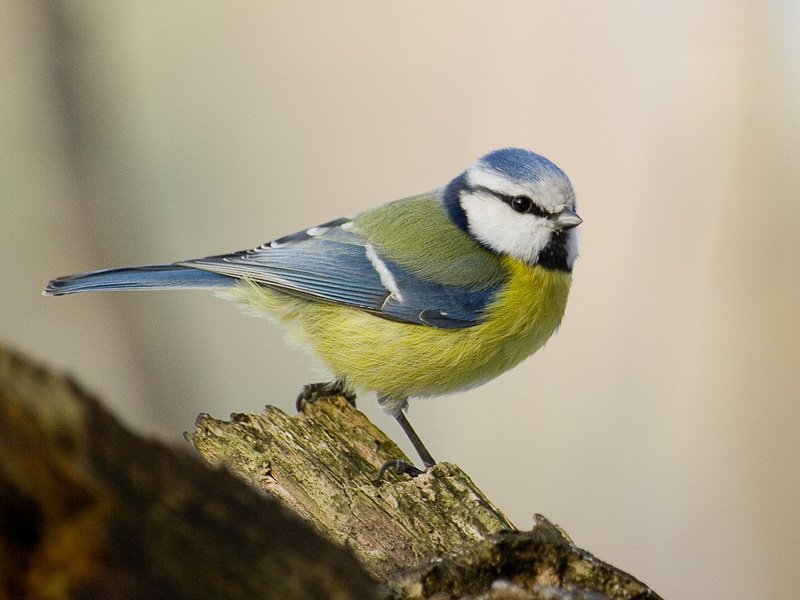
Kék cinege (Cyanistes caeruleus)
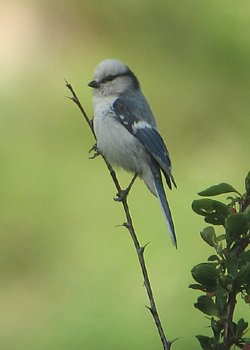
Lazúrcinege (Cyanistes cyanus)
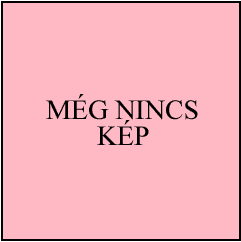
C. flavipectus

Melanochlora

Szultáncinege (Melanochlora sultanea)